# Hellraiser - La stirpe maledetta
Hellraiser - La stirpe maledetta (Hellraiser: Bloodline) è un film del 1996 diretto da Alan Smithee (pseudonimo di Kevin Yagher).
È il quarto capitolo della saga di Hellraiser con protagonista il cenobita Pinhead e la misteriosa Scatola di Lemarchand. 
Per l'home video, in Italia, il film è stato distribuito col titolo Hellraiser IV - La stirpe maledetta.

## Trama
2127, stazione spaziale Minosse. Mentre le forze dell'ordine attraccano per arrestarlo, l'ingegnere Paul Merchant si serve di un robot per aprire a distanza la Scatola di Lemarchand liberando così il cenobita Pinhead. 
In seguito Merchant racconta all’agente Rimmer ciò che lo ha portato a costruire la Minosse, una stazione spaziale in grado di imprigionare l'Inferno.
1796, Francia. Il fabbricante di giocattoli Phillip LeMarchand, antenato di Paul, realizza, su commissione del fanatico dell'occulto, il duca de L'Isle, la prima Configurazione del Lamento - poi nota come Scatola di Lemarchand - senza sapere che, ciò che gli è stato chiesto di creare, è un portale per l'Inferno ma, dopo aver visto L'Isle e il suo assistente Jaques scuoiare una giovane donna e usare la sua Scatola per evocare un demone, che "indossa" la pelle della giovane e assume il nome Angelique, l'uomo inizia a progettare una seconda Scatola che chiuda la porta dell'Inferno. Non riuscendoci, LeMarchand torna da L'Isle per rubare la prima Scatola ma, scoperto che la sua stirpe è maledetta per aver permesso l'apertura di un portale per l'Inferno e che il duca è stato assassinato, viene ucciso da Jacques e Angelique che ora obbedisce a quest'ultimo.
1996, Parigi. Angelique, che nei secoli ha creato atre Scatole al fine di agevolare l'arrivo dei demoni, scopre da una rivista che John Merchant, un discendente di LeMarchand, vive negli USA così decide di andarci e quando Jacques glielo vieta può finalmente liberarsi del suo giogo e ucciderlo perché ha impedito la via del ritorno dei demoni.
Qualche giorno dopo, New York. Nel palazzo costruito sopra la Scatola di Lemarchand nascosta da Joey Summerskill, l'architetto John Merchant, discendente di LeMarchand che ha spesso incubi su Angelique, viene premiato proprio per la progettazione dell'edificio e, tra i presenti, vede Angelique. Poco dopo, Angelique recupera la Scatola nelle fondamenta dell'edificio e, usando il sangue di un uomo che ha sedotto, invoca Pinhead al quale comunica che la stirpe di LeMarchand sta ancora cercando di distruggerli. 
In seguito Angelique seduce John che le rivela di stare lavorando sui progetti di Phillip al fine di mettere a punto un sistema a base di specchi e laser che chiuda definitivamente la porta dell'Inferno ma Pinhead, non apprezzando le tecniche di Angelique, dopo aver trasformato due guardie di sicurezza nei Fratelli Cenobiti, rapisce la moglie e il figlio di John per poi attirarlo nel palazzo e ordinargli di invertire il suo lavoro e aprire un varco definitivo per l'Inferno. Merchant però rifiuta e innesca la sua invenzione che, però, essendo difettosa, fallisce; è così che Pinhead uccide John ma sua moglie si libera, prende la Scatola e la apre rimandando Pinhead e Angelique all'Inferno.
2127, stazione spaziale Minosse. Rimmer non crede alla storia dei Merchant ma, quando Pinhead e i suoi cenobiti, tra cui Angelique divenuta ora una cenobita, uccidono tutte le guardie, la donna si ricrede; è così che Paul, rivelato che la Minosse è la forma finale del progetto di Paul, la attiva innescando un conto alla rovescia, e, dopo aver imbrogliato Pinhead con un ologramma, si imbarca con Rimmer su una capsula di salvataggio. Appena partiti, una serie di potenti laser e specchi creano un campo di luce perpetua mentre la stazione si trasforma e si piega intorno alla luce creando una Scatola enorme, uccidendo Pinhead e i cenobiti e, infine, chiudendo definitivamente la porta dell'Inferno.

## Produzione
Realizzato per iniziativa di Doug Bradley deciso a non far terminare la saga. L'attore annunciò un progetto che garantisse l'uscita periodica di un episodio e accompagnò personalmente tutte le anteprime nei più importanti festival con una presentazione dal vivo.

## Accoglienza
Il budget del film era di 4 milioni di dollari e ne incassò 9.336.886.